# Красива жаба
Красивите жаби (Pseudacris ornata) са вид земноводни от семейство Дървесници (Hylidae).
Срещат се в югоизточните части на Съединените американски щати.
Таксонът е описан за пръв път от американския зоолог Джон Едуардс Холбрук през 1836 година.